# Maria (roman ucrainean)
Maria (în ucraineană Марія) este un roman istoric din 1934 al scriitorului ucrainean Ulas Samciuk. Romanul, dedicat „mamelor care au murit de foame în Ucraina în anii 1932-1933”, urmărește viața unei femei de la țară, Maria, de la emanciparea iobagilor din 1861 la Holodomorul din 1932-1933.

## Rezumat
Titlul cărții se referă la Maria, prima soție a autorului, a cărei urmă a pierdut-o în război, fiind și o aluzie la Fecioara Maria, figură creștină importantă în Ucraina. Cartea este structurată în trei părți: „Carte despre nașterea Mariei”, „Carte cu zilele Mariei” și „Carte despre pâine”. Primele două relatează politica devastatoare dusă de Stalin: industrializarea forțată, colectivizarea proprietății agricole, războiul, bolșevismul, gulagurile, deportările și alte măsuri coercitive. În cea de-a treia parte, autorul tratează viața cotidiană, când oamenii sunt obligați să urmeze ordinele venite de sus, nimic nu poate fi făcut fără aprobarea conducerii sovietice. Totul este controlat de soldați, țăranii ucraineni mor de foame pentru a hrăni regimul lui Stalin. 
Rămasă orfană la vârsta de șase ani, Maria este analfabetă și forțată să muncească din copilărie. Primii ei trei copii mor toți de boli infecțioase. Fiul ei, Maksîm, înainte de a fi ucis de propriul tată, este un fermier sărac care își evacuează părinții, își denunță fratele și o privește pe sora lui murind de foame. Maksym este comparat cu cel responsabil de Holodomor, este „comunist, profitor, sadic și vorbitor de limba rusă”. În spatele lui Maksîm, în calitate de „Celălalt” (concept filozofic) care poartă responsabilitatea finală pentru foamete, se află statul sovietic cu sediul la Moscova, căci, așa cum strigă un personaj torturat, „Țara noastră nu a avut parte de asemenea jaf și distrugere pe vremea țarului”.
La finalul romanului, Maria iese din casă, sleită de puteri, și nu se mai întoarce. Scriitorul afirmă că „moarte prin înfometare este cea mai cumplită”, înainte de a-ți pierde viața, îți pierzi capul, îi pierzi pe cei dragi, umanitatea, demnitatea.

## Publicare
Romanul a fost publicat în 1934 la Liov și cenzurat imediat. În 1941 a fost publicat parțial într-un ziar din Rivne, în timpul ocupației naziste. Maria, prima operă de ficțiune care a tratat foametea ucraineană, a fost inclusă în programele școlare ucrainene de după 1991. În 2011 a fost tradusă în limba engleză cu titlul Maria: A Chronicle of a Life. Prima țară străină care a publicat romanul a fost Argentina în 1952.
Romanul Maria este o lucrare despre situația țărănilor ucraineni după revoluția din 1917. Autorul își amintește de foametea din anii 1920 și discută cu cei care au avut norocul să scape în 1933. El compară povești îngrozitoare, descrie viețile ucrainenilor și concluzionează că foametea artificială a fost plănuită de către imperiul moscovit sovietic ca un genocid împotriva națiunii ucrainene. Tocmai din acest motiv, cartea a fost interzisă în Uniunea Sovietică.